# ألبينو موراليس
ألبينو موراليس (بالإسبانية: Albino Morales)‏ (30 مايو 1940 بمدينة مكسيكو في المكسيك - ) هو لاعب كرة قدم مكسيكي في مركز الوسط، شارك في الألعاب الأولمبية الصيفية 1968 والألعاب الأولمبية الصيفية 1964. وشارك مع منتخب المكسيك لكرة القدم. أما مع النوادي، فقد لعب مع نادي أمريكا ونادي تولوكا ونادي غوادالاخارا.

## وصلات خارجية
- ألبينو موراليس على موقع الاتحاد الدولي (مؤرشف)  (الإنجليزية)
- ألبينو موراليس على موقع ناشيونال فوتبول تيمز (الإنجليزية)
- ألبينو موراليس على موقع Soccerway.com (الإنجليزية)
- ألبينو موراليس على موقع عالم كرة القدم.نت (الإنجليزية)
- ألبينو موراليس على موقع اللجنة الأولمبية الدولية (الإنجليزية)
- ألبينو موراليس على موقع أوليمبيديا (الإنجليزية)